# Марек Інґльот
Марек Анджей Інґльот ТІ (пол. Marek Andrzej Inglot; нар. 25 березня 1961, с. Пересітниця) — польський католицький священик, єзуїт, професор Папського Григоріянського університету, з 2023 року голова Папського комітету історичних наук.

## Життєпис
Народився 25 березня 1961 року в селі Пересітниця (гміна Березів Березівського повіту Підкарпатського воєводства Польщі) в сім'ї Францішка Інґльота і Терези з дому Цях. 18 серпня 1980 року вступив до Товариства Ісуса на новіціят в Старій Весі. Філософію вивчав на Філософському відділі Товариства Ісуса в Кракові, богослов'я — на Богословському факультеті Боболянум у Варшаві, а історію Церкви в Папському Григоріянському університеті в Римі. 29 червня 1988 року у Варшаві був висвячений на священника в ордені єзуїтів, а 22 серпня 1997 року склав у цьому ордені вічні обіти.
У 1995 році о. Марек Інґльот здобув у Папському Григоріянському університеті ступінь доктора історії Церкви на основі дисертації «La Compagnia di Gesù nell'impero Russo (1772—1820) e la sua parte nella restaurazione generale della Compagnia» Рим 1996 (українське видання: Марек Інґльот, Т. І. Товариство Ісуса в Російській імперії (1772—1820) і його участь у загальному відновлені ордену / пер. Андрій Маслюх. — Львів «Свічадо», 2009). Член Історичного інституту Товариства Ісуса в Римі. З 1995 року професор історії Церкви Папського Григоріянського університету. Декан Факультету історії та культурної спадщини Церкви у 2016—2022 роках.
З 17 березня 2020 року — член Папського комітету історичних наук, а 14 вересня 2023 року Папа Франциск призначив його головою цього комітету.
Автор наукових праць з історії Товариства Ісуса в Білорусі та про католицькі місії.

## Нагороди
- Офіцерський Хрест Ордену Відродження Польщі (вручення 9 листопада 2015)[4].